# Горски-Котар

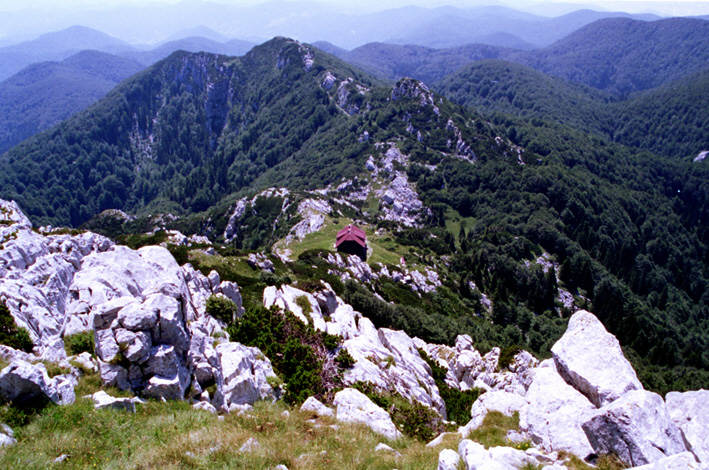

Го́рский Ко́тар (Горски-Котар, хорв. Gorski kotar — «гористый район») — исторический район на севере Хорватии.

## География
Почти вся территория Горски-Котара покрыта невысокими горами, поросшими лесом. Высочайшие вершины — Белолашица (1534 м) и Велики-Рисняк (1528 м).
На западе от Горски-Котара лежит адриатическое побережье и город Риека, на восток — долина Купы и Карловац. С севера район граничит со Словенией, на юге Горски-Котар примыкает к Лике и Велебиту.
Горски-Котар поделён между двумя жупаниями Хорватии: Приморье-Горски Котар и Карловац. Через Горски-Котар проложено современное шоссе A6 (Загреб — Риека), являющееся частью европейской трассы Е65.
Крупнейшие города региона — Делнице, Чабар, Бакар, Равна-Гора и Врбовско. Население Горски-Котара — около 28 000 человек. Большую часть населения составляют хорваты, однако есть населённые пункты со значительным сербским меньшинством (крупнейший из них — город Врбовско).
В Горски-Котаре расположен национальный парк Рисняк.

## История
Первыми известными нам обитателями Горского Котара были иллирийцы, которые были постепенно подчинены Римской Империи.
В VI веке в регионе начали селиться славяне. В XII веке Горски-Котар стал принадлежать известной династии Франкопанов — знатных и богатых местных князей. Во времена владычества Франкопанов было основано множество поселений, район интенсивно развивался. В XV веке Горски-Котар оказался на переднем краю борьбы с турецкими вторжениями. Это привело как к строительству многочисленных крепостей, так и к большому притоку беженцев, в основном славянского происхождения, из занятых турками районов.
В XVI веке регион перешёл под власть другой знатной феодальной семьи — Зринских. На стыке XVII и XVIII веков Горски-Котар вошёл в состав Австрийской империи. Во время наполеоновских войн эти земли входили в иллирийские провинции Французской империи, а после краха Наполеона вновь оказались под властью Габсбургов.
После первой мировой войны район в составе Королевства сербов, хорватов и словенцев, позднее Королевства Югославия.
Во время второй мировой войны Горски-Котар был поделён между Италией и фашистским государством «Независимая Республика Хорватия». Население Горского Котара принимало активное участие в антифашистской борьбе, в местных горах действовали партизанские отряды.
После распада Югославии в 1991 г. Горски-Котар стал частью независимой Хорватии.